# Boris Gaganelov
Boris Anatasov Gaganelov (en bulgare : Борис Атанасов Гаганелов) (né le 7 octobre 1941 à Pétritch en Bulgarie et mort le 5 juin 2020 à Sofia (Bulgarie)) est un joueur de football international bulgare qui évoluait au poste de défenseur.

## Biographie

### Carrière en club
Boris Gaganelov est demi-finaliste de la Ligue des champions en 1967 avec le CSKA Sofia.

### Carrière en sélection
Avec l'équipe de Bulgarie, Boris Gaganelov dispute 51 matchs (pour aucun but inscrit) entre 1963 et 1970. 
Il figure notamment dans le groupe des sélectionnés lors des Coupes du monde de 1966 et de 1970. Il dispute trois matchs lors du mondial 1966 et un durant l'édition de 1970.

## Palmarès
CSKA Sofia
- Championnat de Bulgarie (6) :
  - Champion : 1960-61, 1965-66, 1968-69, 1970-71, 1971-72 et 1972-73.

- Coupe de Bulgarie (6) :
  - Vainqueur : 1961, 1965, 1969, 1972, 1973 et 1974.